# River Falls (Wisconsin)
River Falls es una ciudad ubicada en el condado de Pierce en el estado estadounidense de Wisconsin. En el Censo de 2010 tenía una población de 15.000 habitantes y una densidad poblacional de 876,97 personas por km².

## Geografía
River Falls se encuentra ubicada en las coordenadas 44°51′33″N 92°37′18″O / 44.85917, -92.62167. Según la Oficina del Censo de los Estados Unidos, River Falls tiene una superficie total de 17.1 km², de la cual 16.89 km² corresponden a tierra firme y (1.26%) 0.21 km² es agua.

## Demografía
Según el censo de 2010, había 15.000 personas residiendo en River Falls. La densidad de población era de 876,97 hab./km². De los 15.000 habitantes, River Falls estaba compuesto por el 94.79% blancos, el 1.18% eran afroamericanos, el 0.42% eran amerindios, el 1.45% eran asiáticos, el 0.02% eran isleños del Pacífico, el 0.49% eran de otras razas y el 1.65% pertenecían a dos o más razas. Del total de la población el 1.8% eran hispanos o latinos de cualquier raza.